# North American T-6

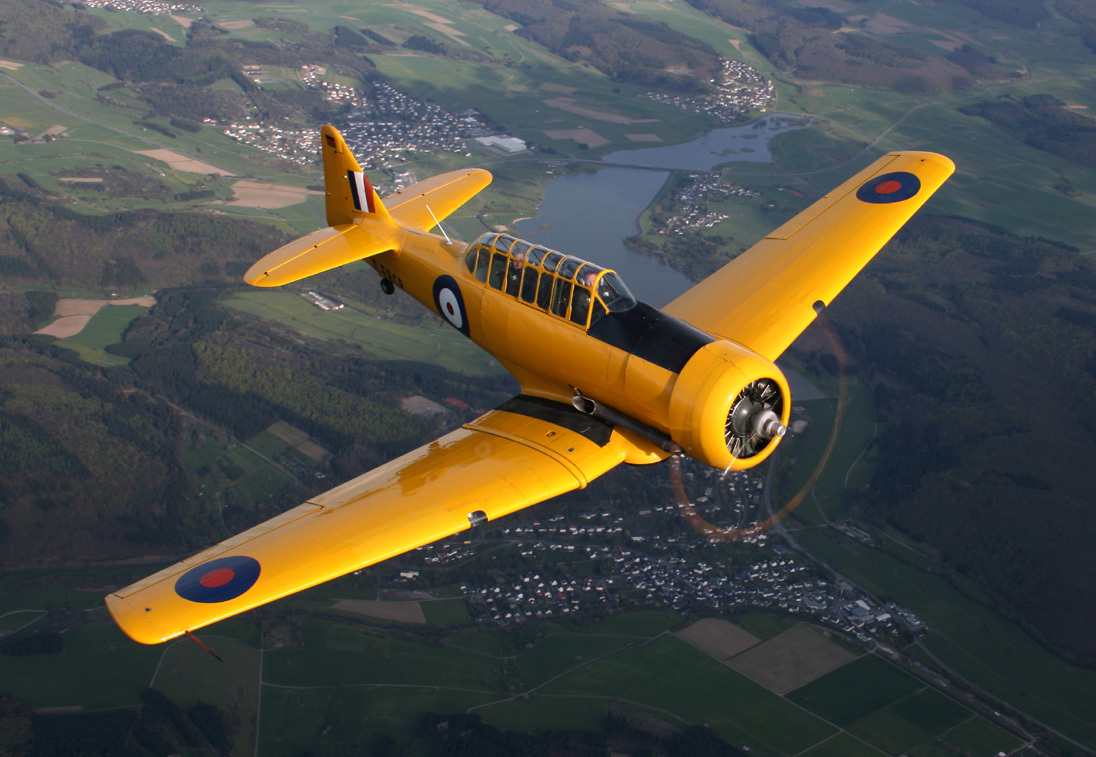
AT-16 Harvard II B im Flug

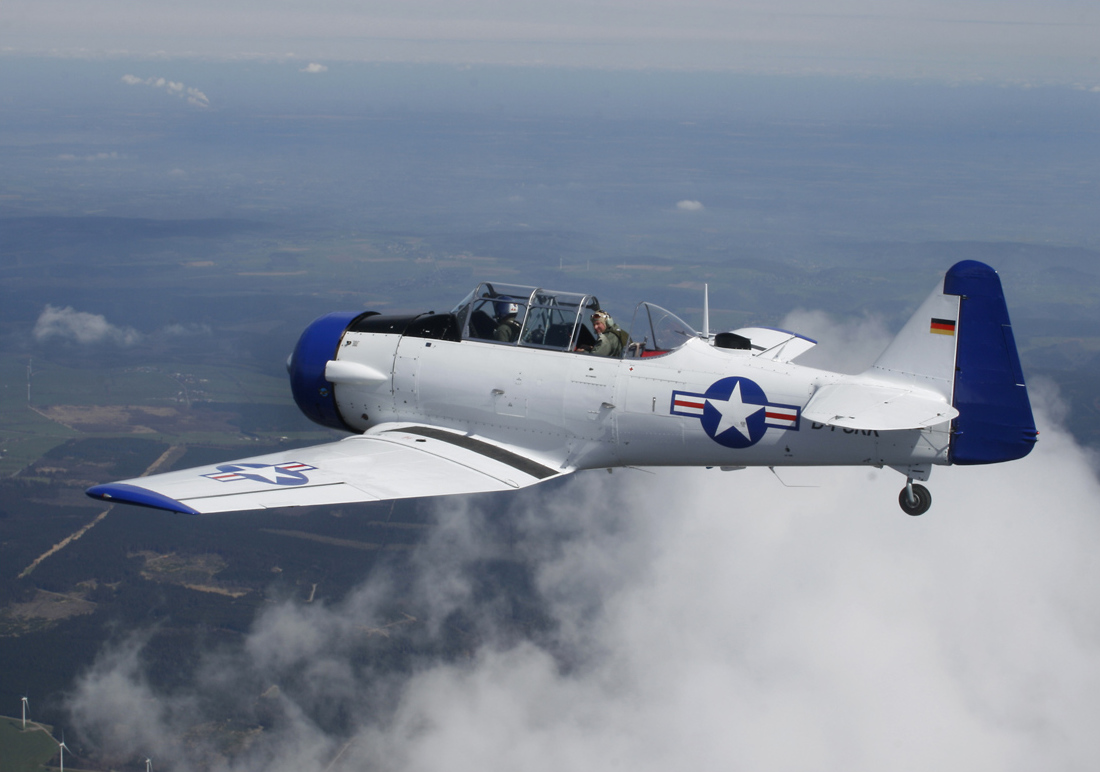
Canadian Car & Foundry Harvard Mk. IV

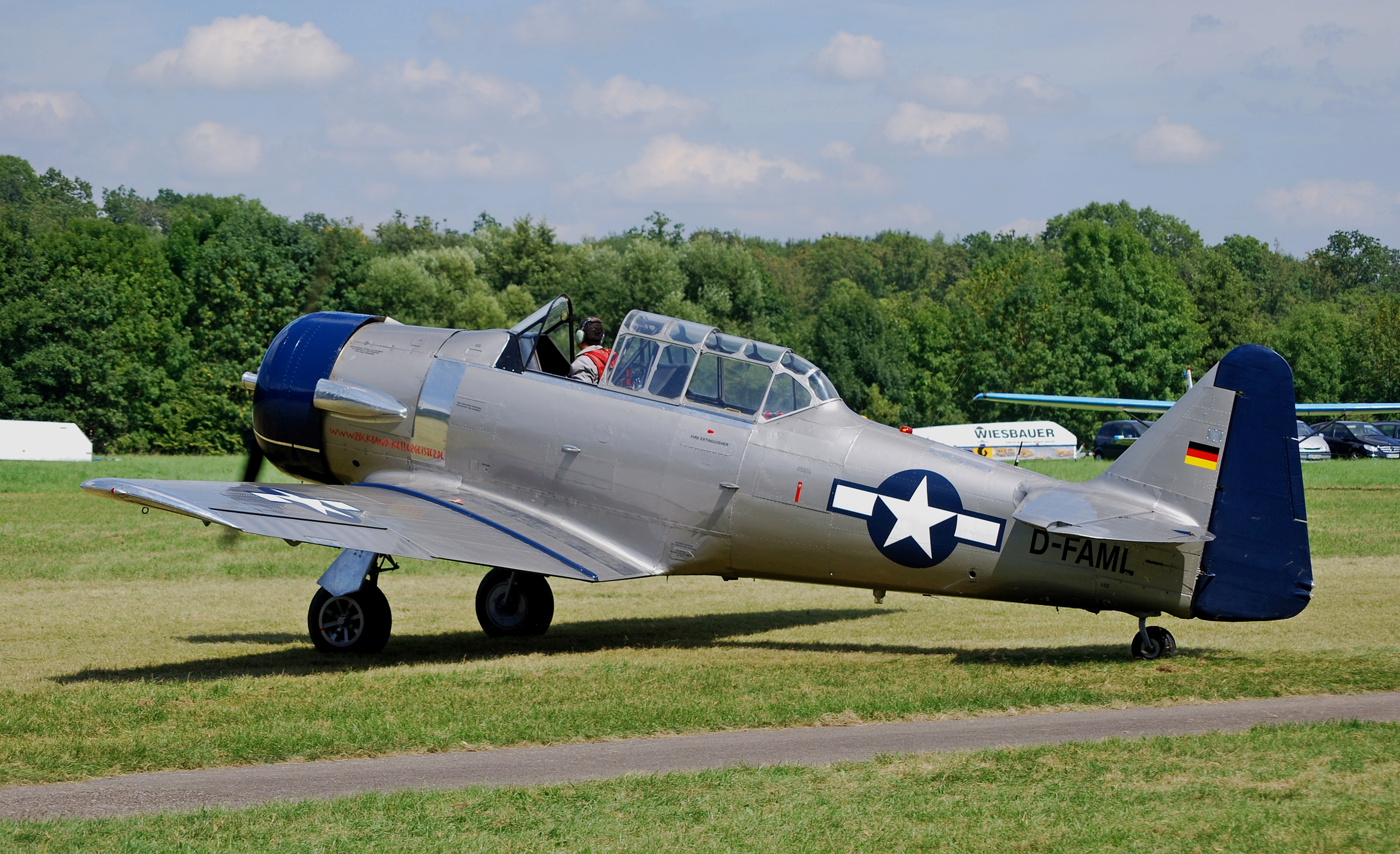
North American AT-6D

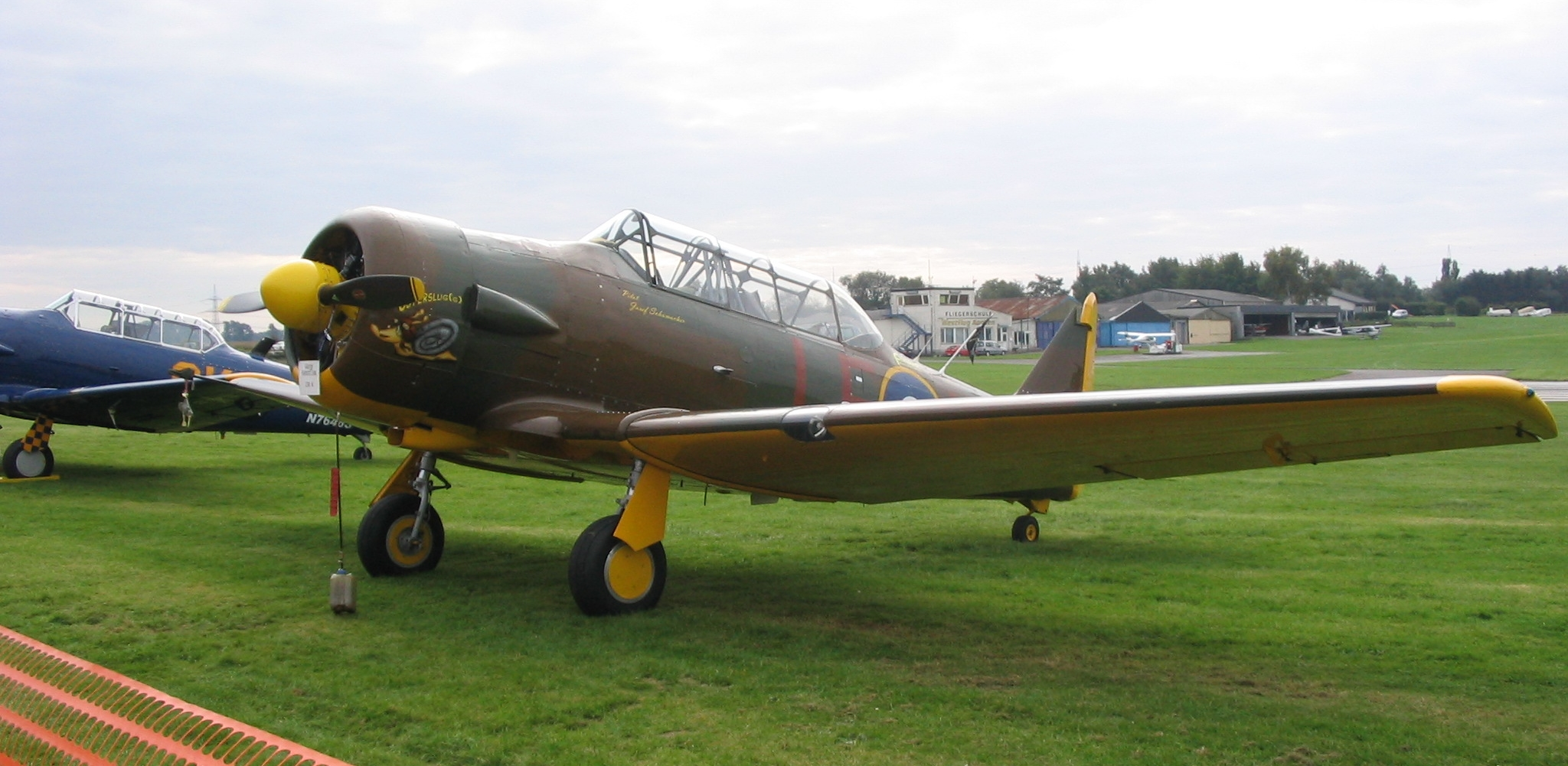
Zwei T-6 während einer Flugschau in Würselen

Die North American T-6 war ein einmotoriges Schulflugzeug des US-amerikanischen Herstellers North American Aviation aus der Zeit des Zweiten Weltkrieges. Der Tiefdecker wurde zur Ausbildung von Jagdpiloten verwendet. Von verschiedenen Staaten wurde die T-6 auch zur Aufstandsbekämpfung und als leichter Jagdbomber eingesetzt. In den USAAF flog sie bis 1948 als AT-6, bei der US Navy unter dem Namen SNJ. In den Ländern des Commonwealth war die Bezeichnung Harvard gebräuchlich.
Mit 15.495 Maschinen aller Varianten gehört sie zu den meistgebauten Flugzeugtypen weltweit. Die T-6 ist heute ein beliebtes Ausstellungs- und Kunstflugzeug auf Flugschauen.

## Geschichte
Die T-6 war eine Weiterentwicklung des NA-16-Prototyps, der bereits am 1. April 1935 flog. Der Nachfolger der NA-26 wurde im März 1937 zur Teilnahme an einer Ausschreibung des United States Army Air Corps geliefert. Das erste Modell BC-1 ging mit 180 Flugzeugen in Produktion, weitere 400 Harvard I wurden an die Royal Air Force geliefert. Die US-Navy erhielt 16 modifizierte SNJ-1- und 61 SNJ-2-Flugzeuge.
Nach weiteren 93 BC-1A und drei BC-2-Flugzeugen entstand die AT-6 – für advanced trainer –, die der BC-1A mit leichten Flügeländerungen entsprach. Die RAF/RCAF bekam 1.173 Harvard II, die meisten flogen in Kanada als Teil des Ausbildungsprogramms Empire Air Training Scheme.
Als Nächstes baute man die AT-6A, die auf dem NA-77-Design basierte. Sie hatte einen Pratt & Whitney-R-1340-49-Sternmotor. Die USAAF erhielt 1.549 Maschinen und die US Navy 270 (SNJ-3). Die AT-6B erhielt für Trainingszwecke ein 0.30-inch-Maschinengewehr. Der R-1340-AN-1-Motor wurde zum Standardmotor aller restlichen T-6.
Noorduyn Aviation in Kanada baute eine von einem R-1340-AN-1 angetriebene Version der AT-6A, von der 1.500 Stück an die USAAF als AT-16 und 2.485 als Harvard IIB RAF/RCAF geliefert wurden, einige davon für die Fleet Air Arm.
Das NA-88 Design war die Basis für 2.970 AT-6C Texan und 2.400 SNJ-4. Die RAF erhielt 726 AT-6C als Harvard IIA. Modifikationen des elektrischen Systems ergaben die AT-6D (3.713 Maschinen) und die SNJ-5 (1.357 Maschinen). Die AT-6D wurde als Harvard III an die RAF (351 Maschinen) und an den Fleet Air Arm (564 Maschinen) geliefert.
Die letzte Version – die Harvard 4 – wurde von Canadian Car and Foundry in den 1950er-Jahren produziert. Die Lieferungen gingen an die RCAF und USAF. Die Bundeswehr erhielt 1957 135 Maschinen aus Kanada zum symbolischen Preis von je einer Mark. So wurde die Texan für die neue westdeutsche Luftwaffe zum ersten Schulflugzeug.
Von der AT-6F (auf Basis des NA-121-Designs) wurden 25 Stück an die USAAF und 931 (SNJ-6) an die US Navy geliefert.
Die T-6 Texan bildete die Basis des CAC-Wirraway-Flugzeuges der Commonwealth Aircraft Corporation von dem zwischen 1939 und 1946 755 Maschinen gebaut wurden.
Während des Koreakrieges und kurz danach dienten einige T-6 zur Luftüberwachung unter dem Typ T-6 „Mosquito“.
Frankreich setzte 38 T-6s während des Algerienkrieges ein. Portugal verwendete mehr als 100 dieser Maschinen während des Kolonialkrieges. Im Biafra-Krieg wurden zwölf ehemalige französische T-6 von den Streitkräften Biafras genutzt, die bis Ende 1970 von ehemaligen portugiesischen Luftwaffenpiloten geflogen wurden.
Bei den südafrikanischen Luftstreitkräften SAAF stand die T-6 noch bis 1994 in Dienst.

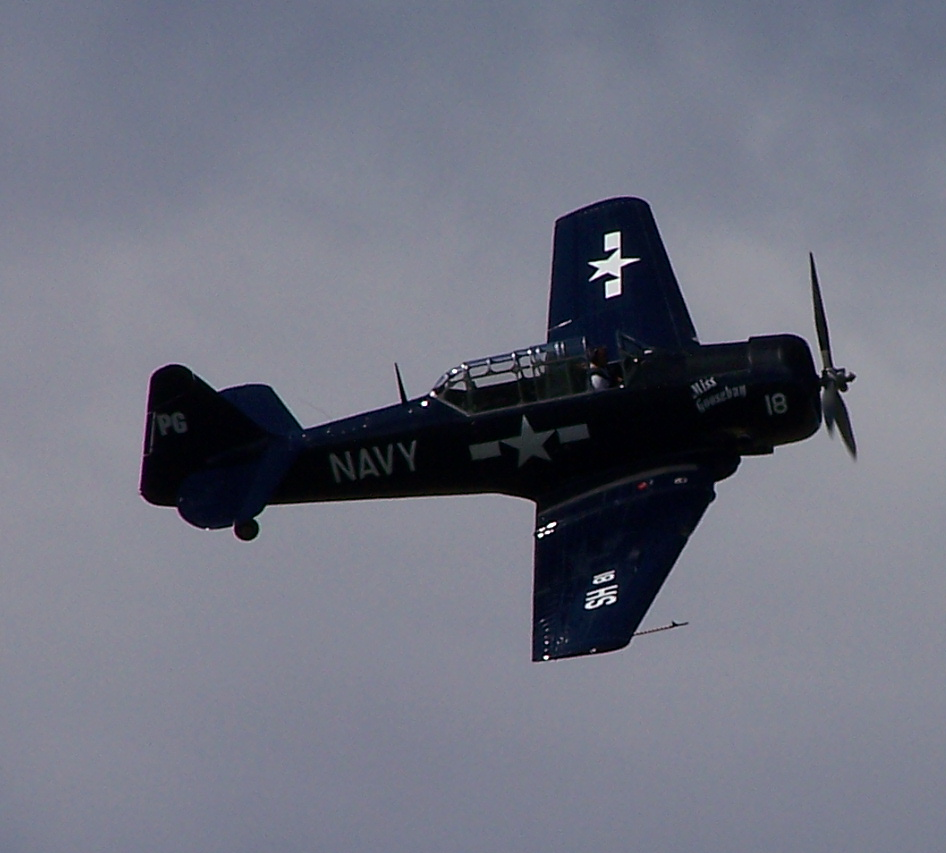
„Miss Goosebay“ bei Tannkosh 2008

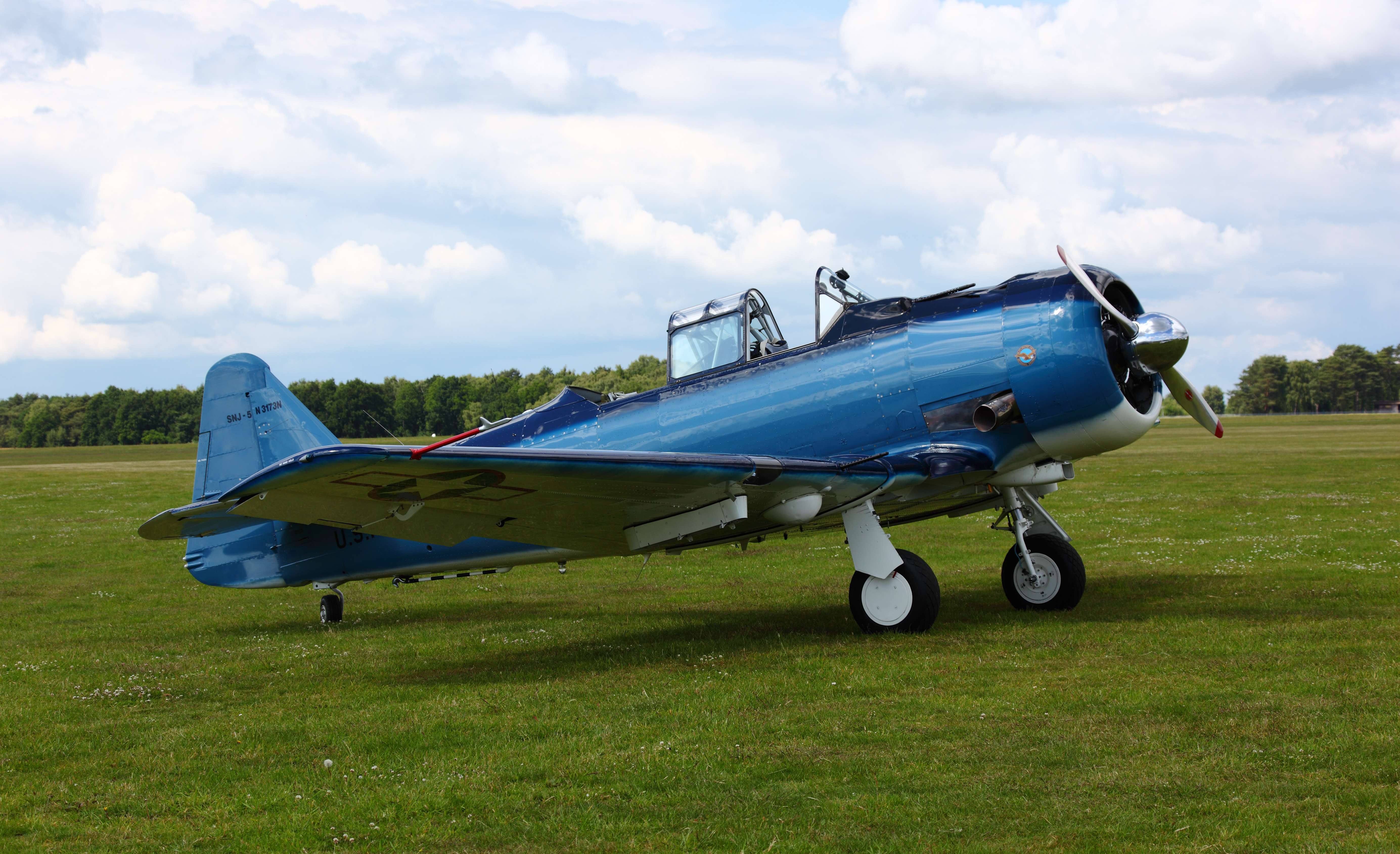
Eine AT-6-Trainingsmaschine, Tag der offenen Tür auf dem Flugplatz Uetersen/Heist. Man beachte die Bestückung mit den noch vorhandenen Bordmaschinengewehren.

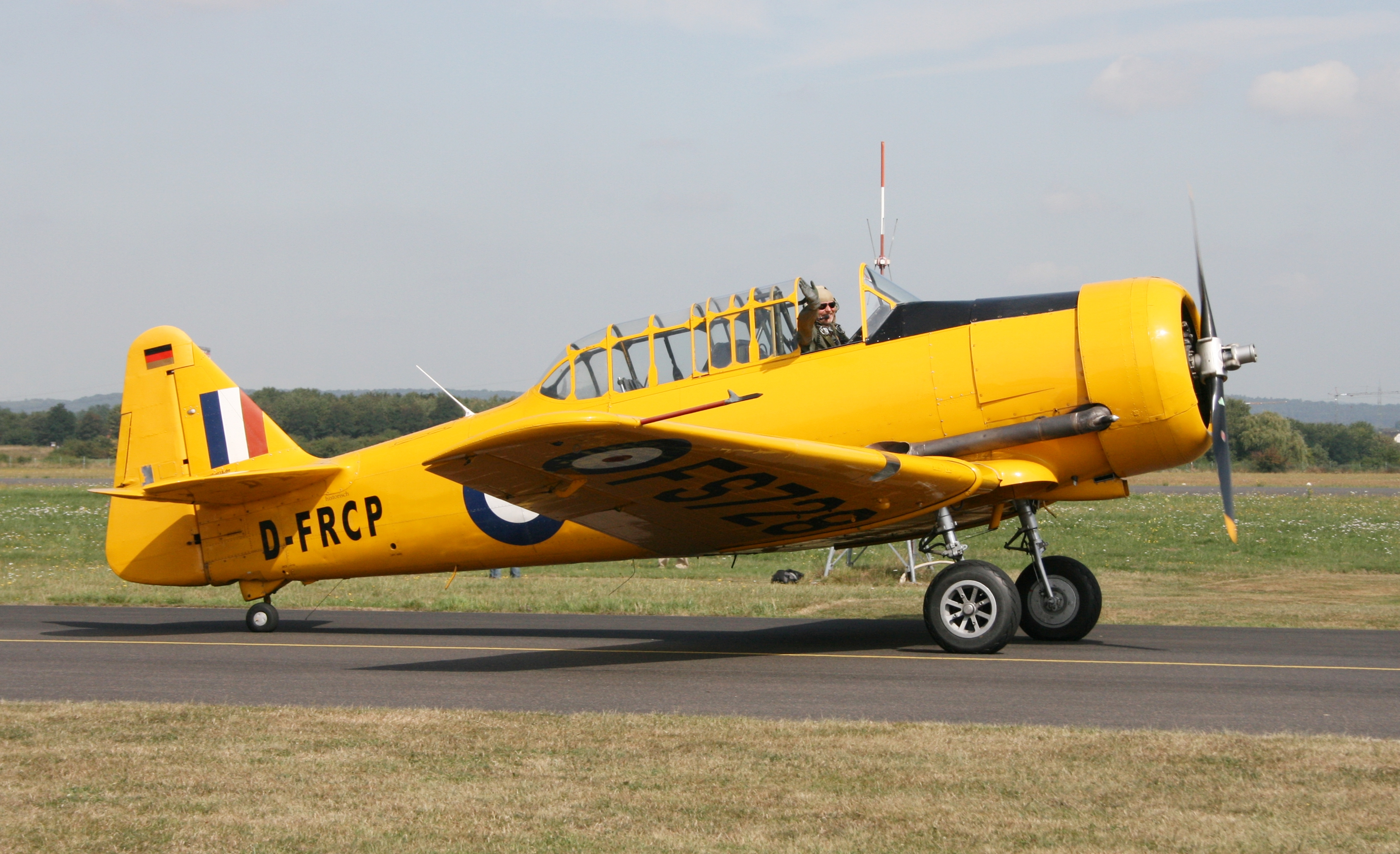
D-FRCP auf dem Flugplatz Bonn/Hangelar (2009)

## Militärische Nutzer
- Argentinien
- Belgien
- Biafra
- Bolivien
- Brasilien
- Chile
- Dänemark
- Deutschland

Luftwaffe
- Dominikanische Republik
- El Salvador
- Frankreich
- Gabun
- Griechenland
- Haiti
- Honduras
- Hongkong
- Indien
- Indonesien: ehemalige niederländische Maschinen
- Iran
- Israel
- Italien
- Japan
- Jugoslawien
- Kanada

Royal Canadian Air Force
Royal Canadian Navy
- Katanga
- Kolumbien
- Kuba
- Libanon
- Laos
- Marokko
- Mexiko: 47 AT-6 + 73 T-6C
- Mosambik
- Nicaragua
- Neuseeland
- Niederlande
- Norwegen
- Österreich: 10 v 1960 bis 1971[3]
- Pakistan
- Paraguay
- Philippinen
- Portugal
- Taiwan
- Republik Kongo
- Südvietnam
- Südkorea
- Schweden
- Schweiz
- Spanien
- Sowjetunion: 84 im Rahmen des Lend-Lease Act[4]
- Südafrikanische Union
- Südrhodesien
- Syrien
- Thailand
- Tunesien
- Türkei: 196
- Uruguay
- Vereinigtes Königreich

Royal Air Force
Royal Navy
- Vereinigte Staaten

United States Army Air Corps/Army Air Forces
United States Air Force
United States Navy
United States Marine Corps
United States Coast Guard
- Venezuela
- Zaire

## Heutige Nutzung

### Oldtimer
Zahlreiche flugtüchtige Exemplare, von denen viele von Enthusiasten in mühevoller Arbeit restauriert wurden, gehören zum Standardprogramm vieler Flugschauen auf der ganzen Welt. Das Kunstflugteam New Zealand Warbirds „Roaring 40s“ nutzt ausgemusterte Harvards der Royal New Zealand Air Force. Auch in Deutschland sind sie häufig zu sehen, unter anderem die T-6 von Eichhorn Adventures. Am Flugplatz Aachen-Merzbrück sind vier T-6 beheimatet, die sich zur sogenannten „Banana Republic Air Force“ zusammengefunden haben.

### Film
Zuschauer können die T-6 auch in zahlreichen nach dem Zweiten Weltkrieg produzierten Kriegsfilmen wiedererkennen, wie beispielsweise in Tora! Tora! Tora!, wo sie mit verschiedenen An- und Umbauten sowie einer entsprechenden Lackierung japanische Mitsubishi A6M-Zero-Jäger, Aichi-D3A-Val-Sturzbomber und Nakajima-B5N-Kate-Torpedobomber darstellten. Auch im Hollywood-Film Der letzte Countdown (Originaltitel The Final Countdown) aus dem Jahre 1980 werden die Mitsubishi-Zero-Jäger durch umgebaute T-6 dargestellt. In Die Brücke von Arnheim sind T-6 mit verkleideter hinterer Cockpit-Hälfte als alliierte Jagdbomber zu sehen.

### Reno Air Races
Nur Maschinen vom Typ North American AT-6 im Originalzustand werden zu den National Championship Air Races in Reno (Nevada) zugelassen. Weder der originale 600 PS leistende 9-Zylinder-Sternmotor vom Typ Pratt & Whitney Wasp R-1340 noch die Flugzeugzelle dürfen gravierend verändert werden. Lediglich kleine kosmetische Verbesserungen wie das Abkleben von Spalten mit Klebeband sind gestattet.

### Museale Rezeption
- Eine North American NA LT-6G Texan des österreichischen Bundesheeres ist in der Militärluftfahrtausstellung Zeltweg im Hangar 8 des Fliegerhorst Hinterstoisser ausgestellt, einer Außenstelle des Wiener Heeresgeschichtlichen Museums.[6]

## Technische Daten
| Kenngröße             | Daten der AT-6D                                                  |
| --------------------- | ---------------------------------------------------------------- |
| Besatzung             | Ausbilder und Flugschüler                                        |
| Länge                 | 8,84 m                                                           |
| Spannweite            | 12,81 m                                                          |
| Höhe                  | 3,57 m                                                           |
| Flügelfläche          | 23,57 m²                                                         |
| Flügelstreckung       | 7,0                                                              |
| Leermasse             | 1885 kg                                                          |
| Startmasse            | 2548 kg                                                          |
| Höchstgeschwindigkeit | 335 km/h in 1500 m Höhe                                          |
| Dienstgipfelhöhe      | 7400 m                                                           |
| Reichweite            | 1775 km                                                          |
| Triebwerk             | 1 × Sternmotor Pratt & Whitney R-1340-AN-1 Wasp, 600 PS (441 kW) |
| Bewaffnung            | Möglichkeit für 1 × .30-in-(7,62-mm)-Maschinengewehr             |

## Zwischenfälle
- Am 16. Oktober 2024 stürzte rund 80 Kilometer nordwestlich von Helsinki am Flugplatz Räyskälä eine Maschine der Navy-Version SNJ-3 auf einem Testflug ab. Die Maschine sollte später nach Deutschland überführt werden. Beide deutsche Insassen kamen um.[8]